# برايان ميلنر
برايان ميلنر (بالإنجليزية: Brian Milner)‏ هو لاعب كرة قاعدة أمريكي، ولد في 17 نوفمبر 1959 في فورت وورث في الولايات المتحدة.

## وصلات خارجية
- برايان ميلنر على موقع دوري كرة القاعدة الرئيسي (الإنجليزية)
- برايان ميلنر على موقعبيزبول رفرنس.كوم (الدوري الرئيسي) (الإنجليزية)
- برايان ميلنر على موقعبيزبول رفرنس.كوم (الدوري الثانوي) (الإنجليزية)